# La Tache de sang
Pour les articles homonymes, voir La Tache (homonymie).
Pour plus de détails, voir Fiche technique et Distribution.
La Tache de sang (The Scarlet Drop) est un film muet américain réalisé par John Ford, sorti en 1918.
Le film fut considéré comme perdu dès les années 1920 et ce durant plus d’un siècle avant qu’une copie inédite soit retrouvée et restaurée au Chili en 2024. 

## Fiche technique
- Titre original : The Scarlet Drop
- Titre français : La Tache de sang
- Réalisation : John Ford
- Scénario : George Hively
- Photographie : Ben F. Reynolds
- Société de production et de distribution : The Universal Film Manufacturing Company
- Pays de production :  États-Unis
- Langue : anglais
- Format : Noir et blanc - 35 mm — 1,37:1 - Film muet
- Genre : Western
- Durée : 50 minutes
- Date de sortie :
  - États-Unis : 22 avril 1918
- Licence : domaine public

## Distribution
- Harry Carey : « Kaintuck » Harry Ridge
- Mollie Malone : Molly Calvert
- Vester Pegg : Marley Calvert
- Betty Schade : Betty Calvert
- M. K. Wilson : Graham Lyons
- Martha Mattox : Mammy
- Steve Clemento : Buck